# کارول شی-پورتر
کارول شی-پورتر (به انگلیسی: Carol Shea-Porter) نمایندهٔ حوزه انتخابیه اول نیوهمپشایر از حزب دموکرات ایالات متحده آمریکا در مجلس نمایندگان ایالات متحده آمریکا است که برای نخستین‌بار در ۳ ژانویه ۲۰۱۳ میلادی به‌عضویت این مجلس درآمد.